# 인천지하철경찰대
인천지하철경찰대(仁川地下鐵警察隊)는 인천광역시의 수도권 전철 치안유지 임무를 수행하는 인천광역시경찰청 소속 경찰대이다.